# Luka Božić
Pour les articles homonymes, voir Božić.
Luka Božić, né le 29 avril 1996, à Bjelovar, en Croatie, est un joueur croate de basket-ball. Il évolue aux postes d'arrière et d'ailier.

## Palmarès
- 3e du championnat d'Europe -18 ans 2014
- Finaliste du championnat du monde -19 ans 2015
- MVP de la Ligue adriatique 2022-2023, 2023-2024